# Claire Ochsner
Claire Ochsner (* 21. Oktober 1948 in Zürich) ist eine Schweizer Plastikerin und Malerin. Der Schwerpunkt ihrer künstlerischen Arbeit sind grosse farbenfrohe Plastiken, die sich oft mit regenerativer Energie wie Wind- und Sonnenenergie bewegen oder Wasser speien. Sie zeigen organische Formen und Bewegungen.

## Leben
(Quelle: Galerie Marc Triebold)

Claire Ochsner widmet sich seit ihrem abgeschlossenen Mathematik-Studium ausschliesslich der bildenden Kunst. Sie studierte an Kunstakademien von Zürich, Amsterdam und Basel. Zunächst entstanden Gemälde, Graphiken und Kinderbücher. In weiteren Schritten folgten Klein- und Grossplastiken sowie Mobiles. Sie ist Mitglied im Berufsverband «visarte» und war von 2007 bis 2014 Mitglied der Fachkommission Kunst des Kantons Basel-Landschaft.
Claire Ochsner lebt und arbeitet in Frenkendorf (BL), umgeben von einem Skulpturengarten (3000 m²) mit über 100 grossen und kleinen Skulpturen. Zum Grundstück gehört auch eine Galerie, wo Kleinskulpturen, Bilder und Mobiles ausgestellt sind. In mehreren Ateliers arbeitet Ochsner mit ausgebildeten Handwerkern. Ihre Skulpturen sind aus Metall und fiberglasverstärktem Polyester, rostfreien Kugellagern und wetterbeständigen Farben. 

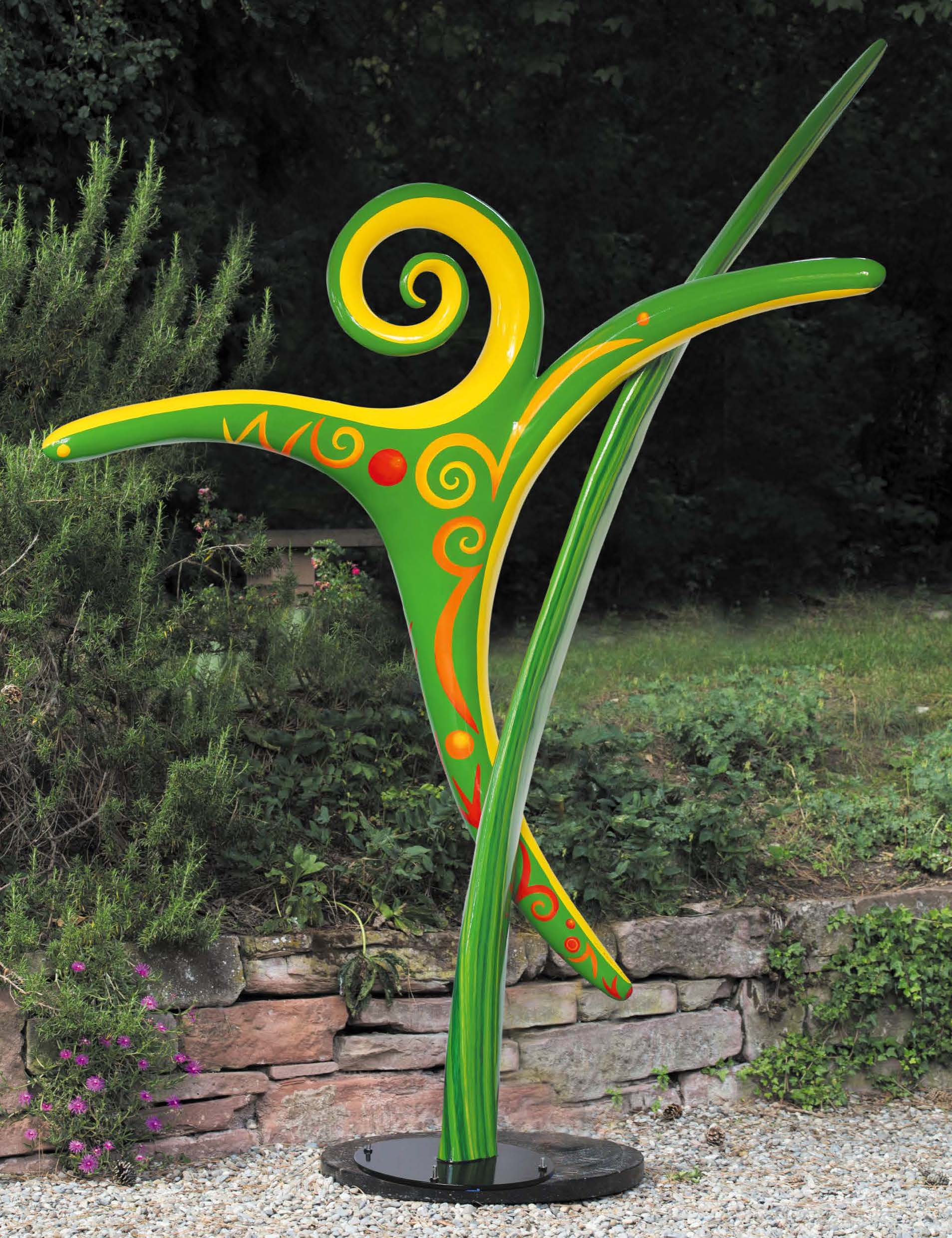
Grosser Grasshopper, 2022. Stahl, Aluminium, Fiberglas, Polyester, wetterbeständige Farbe und Autolack. Signiert, betitelt und datiert. 310 × 205 × 85 cm.

Im Jahr 2015 eröffnete sie das «Künstlerhaus Claire Ochsner» in Riehen (BS). Während Ochsner zunächst ihre Werke im Künstlerhaus ausstellt, sind auch Ausstellungen gemeinsam mit Gastkünstlern zu sehen. Weitere kulturelle Veranstaltungen wie Konzerte, Führungen oder Workshops erweitern das Angebot. Seit November 2023 beherbergt das Areal auch die Galerie Marc Triebold (GMT).

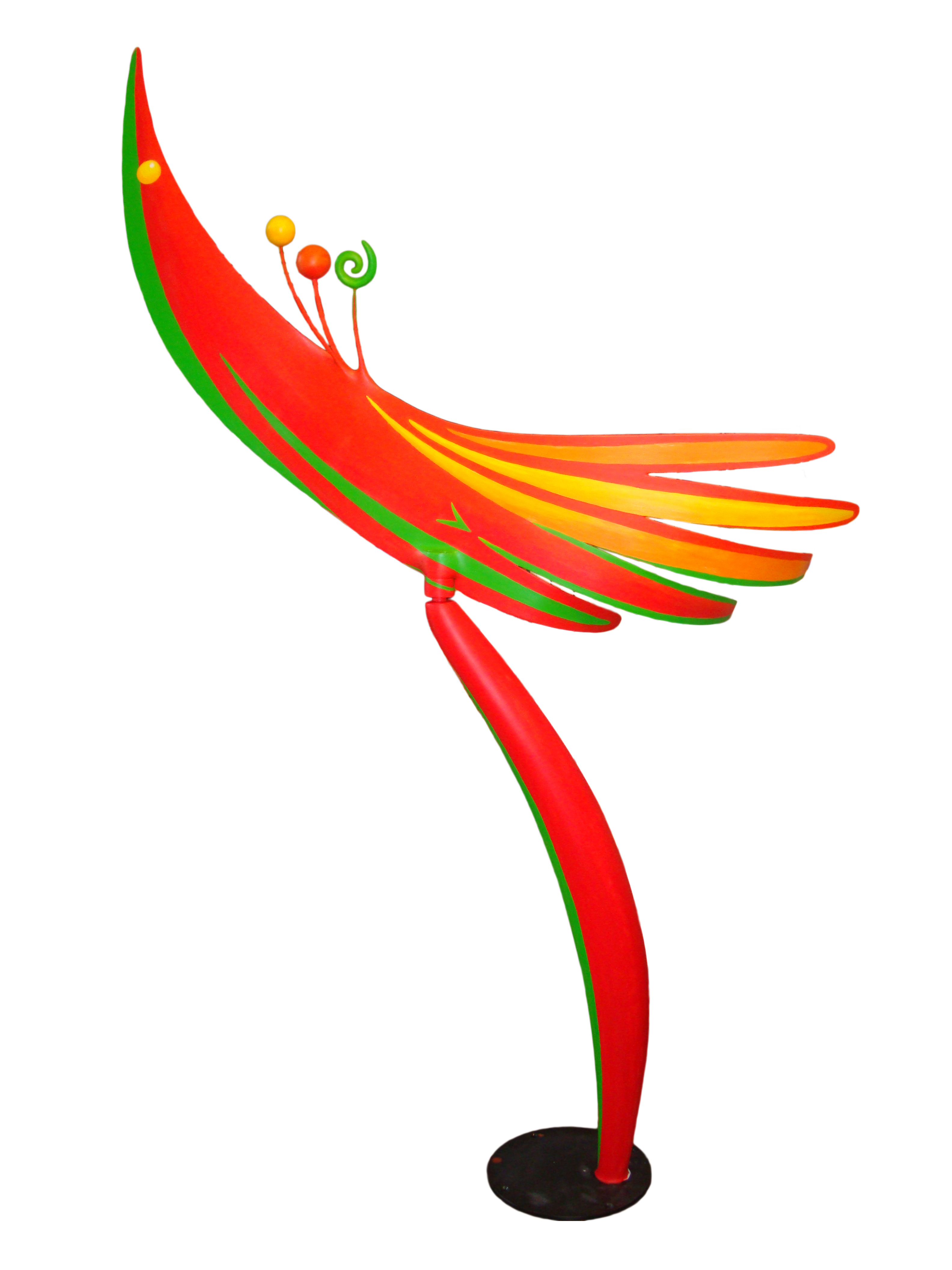
Claire Ochsner: Vorolli – Dancing Bird, 2017, Windspiel. Stahl, Aluminium, Fiberglas, Polyester, wetterbeständige Farbe und Autolack. 195 × 135 × 135 cm.

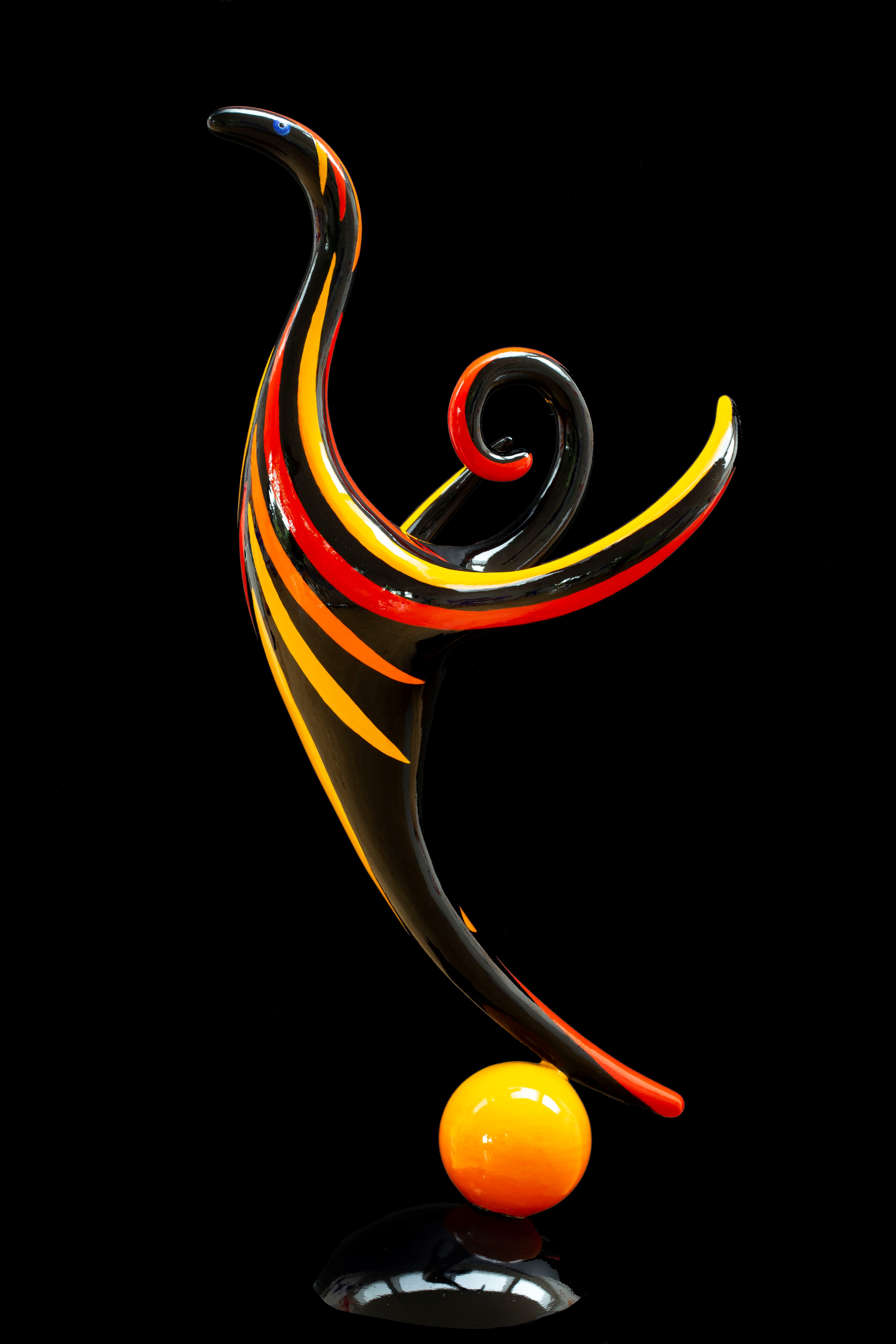
Claire Ochsner: Uccello Nero – Phönix. 2023. Stahl, Aluminium, Fiberglas, Polyester, wetterbeständige Farbe und Autolack, Signiert, betitelt und datiert. 105 × 52 × 57 cm.

## Ausstellungen (Auswahl)
Dauerausstellungen
- Künstlerhaus Riehen, Basel-Stadt (seit 2015) Riehen
- Skulpturengarten Claire Ochsner in Frenkendorf, Baselland (seit 1995)

### Einzelausstellungen
(Quelle: DOCK)
- 2003: Park «Im Grünen», Münchenstein BL
- 2007: Lungolago & Collegio Papio, Ascona TI
- 2009: Schleswig-Holstein-Haus, Schwerin, Deutschland
- 2010: Château de Divonne, «rêves et couleurs», Divonne, Frankreich
- 2014: Skulpturengarten, gänzjährig, Alter Botanischer Garten, Zürich
- perm, Kunst und Natur, Frenkendorf BL
- 2016: Kunst und Natur im Künstlerhaus, Riehen BS

### Gruppenausstellungen
(Quelle: DOCK)
- 2000: Bad RagArtz, Triennale, Bad Ragaz SG
- 2008: Oisterwijk Sculptuur, Etienne & Van den Doel, NL
- 2011: Basler Kunsttage, Basel
- 2012: 2. Ruhr Biennale, Bochum und Duisburg, D
- 2012: European Sculpture, Sollentuna, Schweden
- 2015: Ernte 2015, Kunsthalle Palazzo, Liestal
- 2016: Kunstimfluss.2016, Interlaken

### Projekt/Kunst am Bau
(Quelle: DOCK)
- 1999: Solara Wolkenquirl, Solarskulptur, Schlossgarten Osnabrück, D
- 2007: Calamara, Windspiel, Schulthess Klinik Zürich
- 2009: Acaboo, Kronenplatz, Binningen BL
- 2011: Ulumba, Wandrelief, Universität Ulm, D
- 2015: Spirossa, Windspiel, UKBB, Basel

## Literarische Werke
- Das Geburtstagsschiff. Sauerländer, Aarau 1985, ISBN 978-3-7941-2701-6.
- Mein Traumpony. Carlsen, Reinbek 1987, ISBN 978-3-551-51380-9.
- Die farbige Welt. Schwebende Skulpturen Mobiles und Bilder. Bildband. Friedrich Reinhardt Verlag, Basel 2021, ISBN 978-3-7245-2487-8.